# Veneno en la piel
Veneno en la piel es el quinto álbum de estudio del grupo español Radio Futura. Fue publicado por BMG/Ariola en 1990.
En el momento de la grabación del álbum Radio Futura la componen los hermanos Santiago (voz, guitarra) y Luis (bajo) Auserón, junto a Enrique Sierra y Ollie Halsall (guitarras eléctricas) y Antonio Moreno Tacita a la percusión.
Veneno en la piel supone el último disco con material íntegramente novedoso de la discografía del grupo. Tras la gira correspondiente al mismo la banda decide separarse, aunque esto no se produce hasta 1992 por compromisos con la discográfica, que les llevarán a editar un último disco, Tierra para bailar, integrado casi exclusivamente por remezclas de antiguos temas.

## Antecedentes
Veneno en la piel se presenta tras el único directo de la banda, Escueladecalor. El directo de Radio Futura. Pese a las declaraciones del grupo acerca del "período de aprendizaje" que suponía la carrera de Radio Futura hasta ese momento, lo cierto es que la banda ya ha entregado la parte más determinante de su catálogo, del que solo resta hasta su separación un trabajo con material nuevo y otro de remezclas.

### Gira previa
Mientras tanto, en 1989 el grupo gira por toda España en su décimo aniversario. En primavera comienzan las grabaciones del siguiente trabajo, sin embargo, éste ha de ser aplazado porque Enrique Sierra vuelve a enfermar: un derrame cerebral le deja temporalmente semiparalizado un brazo. Sierra es sustituido por Ollie Halsall (guitarrista de la «escena de Canterbury», habitual en las grabaciones de Kevin Ayers)
El grupo vuelve a la carretera a seguir girando con la aportación de Halsall, aún sin los problemas de drogadicción que le conducirían a la muerte en 1992; se incorporan al repertorio habitual versiones de los "maestros negros": clásicos del reggae como «Soul shakedown party» de Bob Marley, del funk de James Brown o del soul: «I heard it through the grapevine» de  Marvin Gaye (que sería recuperada años después para el proyecto conjunto de Luis y Santiago Las malas lenguas) o «Sitting on the dock of the bay» de Otis Redding (que sería editada en el disco de Rarezas de 1993). Como ya ocurriera con las canciones de La ley del desierto / La ley del mar, la gira sirve también para ir rodando las que serán canciones del próximo disco.

## La grabación
Radio Futura vuelve al estudio en noviembre con Enrique recuperado; en enero de 1990 se realizan las remezclas. El nuevo disco de estudio se llama Veneno en la piel y se lanza en marzo. Para la grabación del mismo se busca, una vez más, una nueva formación que arrope al trío principal, y que incluye a Ollie Halsall y a Antonio Moreno "El Tacita" (reputado músico en multitud de producciones del pujante nuevo flamenco) a la batería. Abandonando los teclados y dando más protagonismo a los sonidos acústicos, Radio Futura se propone grabar con un sonido limpio y claro, "buscando una sónica sencilla y tratando de recuperar el magnetismo de las grabaciones originales de los sesenta", recuperando "planteamientos artesanales del sonido eléctrico. Tal vez no haya riesgos de trapecio pero hay un propósito de sencillez [...] Lo sencillo es lo más difícil". Santiago explica en la rueda de prensa de presentación que Enrique y Luis se han dedicado durante al grabación al análisis electrónico de los temas, mientras él ha trabajado directamente con la guitarra, con las estructuras y las líneas melódicas.

Hemos estado reestudiando todo el soul, el reggae y toda la aportación del Bob Dylan músico. Estos tres elementos son los pivotes fundamentales sobre los que descansa Veneno en la piel, independientemente, claro, de la influencia de la música latina.
Santiago Auserón, en la presentación del disco.

## Resultado comercial y artístico
Pronto el primer single del disco, «Veneno en la piel» alcanza el número uno en las listas de ventas. El propio álbum también lo consigue, siendo el primero y único que lo hace de toda su discografía.
El álbum, en el apartado artístico, no está a la altura de anteriores trabajos. Intenta en cierto modo recuperar los sonidos de «Semilla negra», pero transmite cierta sensación de desorientación. El problema principal, en todo caso, es que las canciones no le hacen justicia a la carrera musical del grupo y muestran en ocasiones rasgos "comerciales" bastante alejados de su devenir hasta ese momento. Sin embargo el apartado comercial es exitoso, y canciones como «Veneno en la piel» o «Corazón de tiza» suenan continuamente ese verano.
Del disco se extraen como sencillos «Condena del amor» con «Imagen pública» como cara B, «Corazón de tiza», a la que se acompaña como cara B «La ronda del colgado», una canción que no aparece en el disco (y que también tendría una versión acompañada por «Radar», y cuya ilustración de portada realiza de nuevo Max), «El amigo desconocido» con «Si me dejas solo» de cara B, además de la canción que da título al disco.

## La última gira de Radio Futura
La gira promocional del álbum se realiza ese verano con un cambio en la formación, entrando Antonio Vázquez por Antonio Moreno en la percusión. En ella los Futura pretenden apostar, cuando presentan el disco, por las grandes convocatorias "pero de una forma relajada, esquivando el gran circo del rock and roll y seleccionando las capacidades". Sin embargo no pueden evitar tener que tocar en los recintos más grandes (la Monumental de Barcelona, Las Ventas en Madrid), lo que les desagrada un tanto. En todo caso, sus presentaciones son un éxito de crítica, y sobre todo de público.
Es la cuarta gira en cuatro años, y a la postre se convertirá en la última. Cinco días después del concierto de Las Ventas, el 30 de septiembre de 1990, Radio Futura sube por última vez al escenario en Las Rozas de Madrid, Madrid, tras haber ofrecido 439 conciertos en once años.

## Lista de canciones
Todas las canciones escritas y compuestas por Santiago Auserón, excepto donde se indique.. 
| Cara A |                                         |          |  |
| N.º    | Título                                  | Duración |  |
| 1.     | «Veneno en la piel»                     | 3:42     |  |
| 2.     | «Condena Del Amor»                      | 3:16     |  |
| 3.     | «Si Me Dejas Solo»                      | 3:31     |  |
| 4.     | «Imagen Pública»                        | 4:00     |  |
| 5.     | «Radar» (Luis Auserón/Santiago Auserón) | 3:17     |  |

| Cara B |                                                |          |  |
| N.º    | Título                                         | Duración |  |
| 6.     | «El Amigo Desconocido»                         | 4:25     |  |
| 7.     | «Al Otro Lado» (Luis Auserón/Santiago Auserón) | 2:30     |  |
| 8.     | «Mercuriana» (Luis Auserón/Santiago Auserón)   | 4:06     |  |
| 9.     | «Corazón de tiza»                              | 3:35     |  |
| 10.    | «Instrumental»                                 | 2:30     |  |

## Créditos
- Santiago Auserón: voz, guitarra eléctrica y acústica, armónica y coros
- Luis Auserón: Bajo, coros
- Enrique Sierra: Guitarra eléctrica, coros
- Ollie Halsall: Guitarra eléctrica
- Antonio Moreno Tacita: Batería, percusión
- Arreglos: Radio Futura [dirigidos por Santiago y Luis Auserón